# Episodi de Lo show di Patrick Stella (seconda stagione)
La seconda stagione della serie televisiva Lo Show Di Patrick Stella va in onda negli Stati Uniti d'America dal 26 luglio 2023 al 25 luglio 2024 su Nickelodeon e dal 2024 su Nicktoons. In Italia va in onda dal 18 marzo all'11 settembre 2024 su Nickelodeon.
| nº | nº | Titolo originale                  | Titolo italiano                | Prima TV USA     | Prima TV Italia   |
| -- | -- | --------------------------------- | ------------------------------ | ---------------- | ----------------- |
| 27 | 1  | The Patrick Show Cashes In        | Lo Show di Patrick batte cassa | 26 luglio 2023   | 18 marzo 2024     |
| 27 | 1  | The Star Games                    | Giochi stellari                | 27 luglio 2023   | 18 marzo 2024     |
| 28 | 2  | Super Stars                       | Super stelle                   | 6 novembre 2023  | 18 marzo 2024     |
| 28 | 2  | Now Museum, Now You Don't         | Guardia notturna al museo      | 7 novembre 2023  | 18 marzo 2024     |
| 29 | 3  | 10 & 1 Toilets                    | 11 piccoli WC                  | 8 novembre 2023  | 19 marzo 2024     |
| 29 | 3  | Family Plotz                      | La meta sbagliata              | 9 novembre 2023  | 19 marzo 2024     |
| 30 | 4  | The Wrath of Shmandor             | L'ira di Shmandor              | 13 novembre 2023 | 20 marzo 2024     |
| 30 | 4  | There Goes the Neighborhood       | I vicini di casa               | 14 novembre 2023 | 20 marzo 2024     |
| 31 | 5  | Movie Stars                       | Stelle del cinema              | 15 novembre 2023 | 21 marzo 2024     |
| 31 | 5  | Dr. Smart Science                 | La scienza secondo Patrick     | 16 novembre 2023 | 21 marzo 2024     |
| 32 | 6  | The Commode Episode               | In diretta dal bagno           | 13 febbraio 2024 | 22 luglio 2024    |
| 32 | 6  | Tying the Klop-Knot               | Le nozze klopnodiane           | 15 febbraio 2024 | 22 luglio 2024    |
| 33 | 7  | Chum Bucket List                  | Gli ultimi desideri            | 21 febbraio 2024 | 23 luglio 2024    |
| 33 | 7  | Big Baby Pat                      | Il grande piccolo Patrick      | 22 febbraio 2024 | 23 luglio 2024    |
| 34 | 8  | Is There a Director in the House? | Cercasi regista                | 27 febbraio 2024 | 24 luglio 2024    |
| 34 | 8  | Star Cruise                       | Crociera stellare              | 28 febbraio 2024 | 24 luglio 2024    |
| 35 | 9  | Best Served Cold                  | La vendetta va servita fredda  | 29 febbraio 2024 | 25 luglio 2024    |
| 35 | 9  | Tattoo Hullabaloo                 | Cercasi tatuaggio              | 20 maggio 2024   | 25 luglio 2024    |
| 36 | 10 | Too Many Patricks                 | Troppi Patrick                 | 20 maggio 2024   | 26 luglio 2024    |
| 36 | 10 | Much Tofu About Nothing           | Tanto tofu per nulla           | 21 maggio 2024   | 26 luglio 2024    |
| 37 | 11 | Face Off/Model                    | Scambio di volti               | 22 maggio 2024   | 9 settembre 2024  |
| 37 | 11 | 5 Star Restaurant                 | Ristorante a 5 stelle          | 23 maggio 2024   | 9 settembre 2024  |
| 38 | 12 | At Home, on the Lam               | Fuga dolce fuga                | 22 luglio 2024   | 10 settembre 2024 |
| 38 | 12 | Pick Patrick's Path               | Il destino di Patrick          | 23 luglio 2024   | 10 settembre 2024 |
| 39 | 13 | Time to Eat                       | È tempo di mangiare            | 24 luglio 2024   | 11 settembre 2024 |
| 39 | 13 | Cleanin' House                    | Le pulizie di casa             | 25 luglio 2024   | 11 settembre 2024 |